# Dialetto cagliaritano
Il cagliaritano (casteddaju) è un dialetto della lingua sarda campidanese parlato a Cagliari e sulla fascia costiera del golfo da Quartu Sant'Elena, Sinnai, nel Campidano dai ceti più elevati e colti e in parte a Iglesias. Tale varietà dialettale è spesso adottata come modello di riferimento ed è base del Campidanese letterario.

## Caratteristiche fonetiche
Tra le caratteristiche del cagliaritano, possiamo trovare dei cambiamenti di desinenza, per esempio la -d- viene pronunciata come una -r- laddove si trovi in posizione intervocalica, invece la fascia costiera (escluse le città di Cagliari e Teulada) presenta per ipercorrezione il raddoppio di -l- e -n-, ecco alcuni esempi:
| Lingua italiana | Lingua sarda | Dialetto cagliaritano                        |
| --------------- | ------------ | -------------------------------------------- |
| giocatore       | giogadori    | giogarori                                    |
| molto           | meda         | mera                                         |
| sole            | soli         | soli                                         |
| cielo           | celu         | celu                                         |
| grande          | mannu        | mannu                                        |
| tu              | tui          | tui / (si pronuncia "rui" in pos. intervoc.) |

## Espressioni tipiche
- Fill'e preri: "Figlio di un prete"
- Facc'e tontu: "Faccia da fesso"
- Est malu su dolori de brenti, peus su dolori de dentis: "È brutto avere il mal di pancia, ma peggio è il mal di denti"; ossia fra due mali difficile scegliere il peggiore… o il minore
- Gi ses afrori: "Già sei afrore" (dall'it. afrore, "Odore acre che emana dal mosto in fermentazione o anche da altri corpi o sostanze"[1]. Significa infatti “Non sei proprio ben messo, che poveraccio").
- Leggiu comenti … sa morti, su famini, is tassas, sa guerra: "Brutto come … la morte, la fame, le tasse, la guerra" (Si può usare qualsiasi metro di paragone)
- Pani e casu, binu a rasu: "Pane e formaggio, bicchiere colmo di vino" (detto tipico dei beoni, che mangiano pane e formaggio e bevono abbondantemente)
- Pani pappau, pani scaresciu: "Pane mangiato, pane dimenticato" (ad indicare una memoria molto corta)
- Pappa e citti: "Mangia e taci" (Accontentarsi di ciò che si ha, non sputare nel piatto dove si mangia)
- Paris pappendi bruvura: "Sembra che stia mangiando polvere da sparo" (Mangiare di malavoglia)
- Ghettai a pari: "Mettere insieme" (nel senso di mischiare, confondere, creare confusione)
- Si pisciai de s'arrisu: "Farsi la pipì addosso dalle risate"
- Prattu torrau: "Piatto restituito" (Rendere l'offesa)
- Sbagliat puru su preri faendi sa missa: "Sbaglia anche il prete quando fa la messa" (errare è umano)
- Priogu resuscitau: "Pidocchio resuscitato" (Si dice di poveraccio arricchito che si dà un sacco di arie)
- Candu proit faa cun lardu: "Quando piove fave con lardo" (ossia, mai)
- Segai pruppa e ossu: "Tagliare polpa e ossa" (in senso figurato si dice di una persona che parla male tanto da lasciare ferite profondissime; malalingua)
- Saluri e trigu: "Salute e grano" (sarebbe il saluto di buon augurio del contadino)